# David Mamet
David Mamet (Chicago, Illinois; 30 de noviembre de 1947) es un novelista, ensayista, dramaturgo, guionista y director de cine estadounidense.

## Biografía
Estudió en el Goddard College de Vermont y en el Neighborhood Playhouse School of Theatre de Nueva York. Ha dado clases en el Goddard, en la Yale Drama School y en la Universidad de Nueva York.
Sus primeras obras las estrenó en la compañía St. Nicholas Theatre, de Chicago, de la que fue miembro fundador y director artístico.
En el campo teatral, ha obtenido el Premio Pulitzer; en el cinematográfico, ha sido dos veces candidato al Oscar. Como escritor cinematográfico, es autor de los guiones de algunas de las películas más conocidas de las décadas de los años 1980 y 1990.
Dirigió la película Redbelt, inspirada en el mundo de las artes marciales mixtas, uno de los fenómenos actuales en Estados Unidos. Ha colaborado con numerosos cinturones negros, como Randy Couture y John Machado, que han sido sus consejeros para las escenas de combate.
También probó suerte en el mundo de las series televisivas, pues aceptó un proyecto de la CBS, The Unit, donde narraba la historia de un grupo de élite secreto del ejército estadounidense y tuvo bastante éxito entre 2006 y 2009.

## Filmografía
- 1981: El cartero siempre llama dos veces (The Postman Always Rings Twice). Guion
- 1982: The Verdict. Guion
- 1986: About Last Night. Guion
- 1987
  - Casa de juegos (House of Games). Guion y dirección
  - The Untouchables. Guion
  - El caso de la viuda negra (Black Widow). Actuación
- 1988: Las cosas cambian (Things Change). Guion y dirección
- 1989: We're No Angels. Guion
- 1991: Homicidio (Homicide). Guion y dirección
- 1992
  - Glengarry Glen Ross. Guion (adaptación de la pieza homónima estrenada en 1984)
  - Hoffa. Guion y producción
- 1994
  - Oleanna. Guion y dirección (adaptación de la pieza homónima estrenada en 1992)
  - Vania en la calle 42 (Vanya on 42nd Street). Guion
- 1996: American Buffalo. Guion (adaptación de la pieza homónima estrenada en 1975)
- 1997
  - The Edge. Guion
  - La trama (The Spanish Prisoner). Guion y dirección
  - Wag the Dog. Guion
- 1998: Ronin. Guion
- 1999: El caso Winslow (The Winslow Boy). Guion y dirección
- 2000:
  - State and Main. Guion y dirección
  - Lakeboat. Guion (adaptación de la pieza homónima estrenada en 1980)
- 2001
  - Heist. Guion y dirección.
  - Hannibal. Guion
- 2004: Spartan. Guion y dirección.
- 2005: Edmond. Guion (adaptación de la pieza homónima estrenada en 1982)
- 2008: Redbelt. Guion y dirección
- 2013: Phil Spector. Guion y dirección

## Teatro
(Entre paréntesis se da la traducción literal de las obras; el año es el del estreno; en inglés hay numerosas ediciones de libros con sus piezas)
| - Lakeboat, 1970; fue estrenada diez años más tarde en una nueva versión del autor y llevada al cine en 2000 por Joe Mantegna - The Duck Variations (Variaciones de patos), 1972 - Sexual Perversity in Chicago (Perversión sexual en Chicago), 1974 (Perversión sexual en Chicago) - Squirrels (Ardillas), 1974 - American Buffalo (La moneda Bisonte americano), 1975; fue llevada al cine en 1996 por Michael Corrente - Reunion, 1976 - The Water Engine (El motor de agua), escrita primero para radio, la pieza fue estrenada en diciembre de 1977; adaptada por el autor, junto con otros guionistas, para el telefilme homónimo de 1992 dirigido por Steven Schachter - A Life in the Theatre (Una vida en el teatro), 1977; fue adaptada para el telefilme homónimo de 1993 dirigido por Gregory Mosher - The Revenge of the Space Pandas, or Binky Rudich and the Two-Speed Clock (La venganza de las pandas espaciales), 1978 - Mr. Happiness (Señor Felicidad), 1978 - The Woods (Los bosques), 1979 - The Blue Hour (La hora azul), 1979 - Edmond, 1982; fue llevada al cine en 2005 por Stuart Gordon - The Frog Prince (El príncipe rana), 1983 - Glengarry Glen Ross, 1984; fue llevada al cine en 1992 por James Foley | - The Shawl (El chal), 1985 - Goldberg Street: Short Plays and Monologues (Calle Goldberg: Piezas breves y monólogos), 1985 - The Poet & The Rent (El poeta y la renta), 1986 - Speed-the-Plow (Acelera), 1988 - Bobby Gould In Hell (Bobby Gould en el infierno), 1989 - Oleanna, 1992; fue llevada al cine en 1994 por el mismo Mamet - The Cryptogram (El criptograma), 1994 - The Old Neighborhood (El viejo barrio) , 1997 - Boston Marriage (Matrimonio de Boston), 1999 - Faustus (Fausto), 2004 - Romance, 2005 - The Voysey Inheritance (La herencia Voysey), 2005 adaptación de Mamet de la pieza homónima (1905) del dramaturgo inglés Harley Granville-Barker - Keep Your Pantheon (Guarda tu Panteón), 2007 - November (Noviembre), 2007 - The Vikings and Darwin (Los vikingos y Darwin), 2008 - Race (Raza), 2009 - School (Colegio), 2009 - The Anarchist, 2012 - China Doll (Muñeca de porcelana), 2015 - The penitent 2017 |

## Libros
- Writing in Restaurants, ensayo, 1987 — Escribir en restaurantes
- The Hero Pony, poesía, 1990
- On Directing Film, ensayo, 1991 — Sobre la dirección de películas
- The Cabin, ensayo, 1992
- The Village, novela, 1994 — Esa gente tranquila, Debate, 1995
- Whores Profession, selección de su no ficción — Una profesión de putas, Debate, 1995
- Make-Believe Town, ensayo, 1996
- The Old Religion, novela, 1997
- Three Uses of the Knife, ensayo, 1998
- True and False: Heresy and Common Sense for the Actor, ensayo, 1999 — Verdadero y falso. Herejía y sentido común para el actor, Alba Editorial, 2011
- The Chinaman, poesía, 1999
- Jafsie and John Henry, ensayo, 1999
- Wilson: A Consideration of the Sources, novela, 2000
- South of the Northeast Kingdom, ensayo, 2002
- The Wicked Son: Anti-Semitism, Self-hatred, and the Jews, ensayo, 2006
- Bambi Vs. Godzilla: On the Nature, Purpose, and Practice of the Movie Business, ensayo, 2007 — Bambi contra Godzilla, Alba Editorial, 2008
- The Trials of Roderick Spode (The Human Ant), 2010
- The Secret Knowledge: On the Dismantling of American Culture, ensayo, 2011

### Otros libros en español
- El viejo vecindario, Hiru, 2002, contiene tres obras: a)La desaparición de los judíos, b) Jolly y c) Deeny
- Glengarry Glen Ross, Teatro Español, 2010
- Manifiesto, ensayo, Seix Barral, 2011

## Premios y distinciones
Premios Óscar
| Año  | Categoría            | Película    | Resultado |
| ---- | -------------------- | ----------- | --------- |
| 1983 | Mejor guion adaptado | The Verdict | Nominado  |
| 1998 | Mejor guion adaptado | Wag the Dog | Nominado  |

Premios Globos de oro
| Año  | Categoría   | Película       | Resultado |
| ---- | ----------- | -------------- | --------- |
| 1983 | Mejor guion | The Verdict    | Nominado  |
| 1988 | Mejor guion | Casa de juegos | Nominado  |
| 1998 | Mejor guion | Wag the Dog    | Nominado  |

Premios Bafta
| Año  | Categoría            | Película    | Resultado |
| ---- | -------------------- | ----------- | --------- |
| 1999 | Mejor guion adaptado | Wag the Dog | Nominado  |

Festival Internacional de Cine de Venecia
| Año  | Categoría                         | Película                     | Resultado |
| ---- | --------------------------------- | ---------------------------- | --------- |
| 1987 | Golden Osella al mejor guion      | Casa de juegos               | Ganador   |
| 1987 | Golden Ciak - Mejor película      | Casa de juegos               | Ganador   |
| 1987 | Premio Pasinetti - Mejor película | Casa de juegos               | Ganador   |
| 1987 | Premio Cinecritica                | Casa de juegos               | Ganador   |
| 1988 | León de Oro                       | La leyenda del santo bebedor | Ganador   |